# 470 î.Hr.

## Nașteri
- Aspasia din Milet (d. cca. 400 î.Hr.)
- Socrate, filosof grec (d. 399 î.Hr.)